# 肯定重置
肯定重置（英語：Affirmative Repositioning，缩写为AR）是纳米比亚的一个左翼政党，主要关注土地改革、青年赋权和社会改革。2014年，它作为一个政治运动组织，由乔布·阿姆潘达、迪姆布鲁克尼·瑙约马和乔治·坎巴拉创建。它利用社交媒体平台动员居民向各地市政当局申请住宅土地使用权（小型住宅地契）。由于成千上万的青年在同一天提交申请，这些活动表现出大规模示威的特征。在2014年11月的首次行动中，它在纳米比亚首都温得和克掀起了一波个人土地申请浪潮，这一行动后来扩展到纳米比亚的其他城镇。它曾威胁称，如果地方市政当局未能在2015年7月之前处理并批准这些申请，他们将以武力夺取土地。2024年，它正式注册为政党。
在2024年纳米比亚大选中，它赢得6个国民议会席位。